# (400181) 2006 WH119
(400181) 2006 WH119 es un asteroide perteneciente al cinturón de asteroides, descubierto el 21 de noviembre de 2006 por el equipo del Mount Lemmon Survey desde el Observatorio del Monte Lemmon, Arizona, Estados Unidos.

## Designación y nombre
Designado provisionalmente como 2006 WH119.

## Características orbitales
2006 WH119 está situado a una distancia media del Sol de 2,679 ua, pudiendo alejarse hasta 3,377 ua y acercarse hasta 1,981 ua. Su excentricidad es 0,260 y la inclinación orbital 14,12 grados. Emplea 1602,34 días en completar una órbita alrededor del Sol.

## Características físicas
La magnitud absoluta de 2006 WH119 es 17,1.